# José Luis Rebordinos
José Luis Rebordinos Miramón (Rentería, 1961) es un director español de festivales cinematográficos conocido por haber dirigido la Semana de Cine Fantástico y de Terror de San Sebastián, el Festival de Cine y Derechos Humanos de San Sebastián y, desde 2011, el Festival Internacional de Cine de San Sebastián. Es también coautor de varios libros sobre cine.
En 2015 recibió la Medalla de Oro al Mérito en las Bellas Artes, concedida por el Ministerio de Cultura de España, y en 2021 fue nombrado Caballero de la Orden de las Artes y de las Letras por el Ministerio de Cultura de Francia.

## Trayectoria profesional
Aficionado al cine desde la infancia, con 19 años formó parte de un grupo de jóvenes que impulsó el Cine Club King Kong en su localidad natal de Rentería, que sería el germen de la futura Semana de Cine Fantástico y de Terror.

#### Director de la Unidad de Cine del Ayuntamiento de San Sebastián
Tras licenciarse en Pedagogía Especial, se incorpora como Director de la Unidad de Cine al Departamento de Cultura del Ayuntamiento de San Sebastián (Donostia Kultura), impulsando diversos proyectos relacionados con el cine en la capital donostiarra.
Una de sus primeras iniciativas es la programación Nosferatu, iniciada en 1989, que organiza ciclos temáticos dedicados a cineastas de nacionalidades y épocas diversas, y que dirige hasta 2010. Estos ciclos se complementan con una publicación (inicialmente una revista, que con el tiempo se convirtió en un libro) sobre el contenido del ciclo.
En 1990 pone en marcha la primera edición de la Semana de Cine Fantástico y de Terror de San Sebastián, que dirige durante 21 ediciones hasta 2010.
En 1998 impulsa con el apoyo del Gobierno Vasco Kimuak («brotes», en lengua vasca), un proyecto para promocionar, difundir y distribuir los cortometrajes de realizadores vascos por los festivales cinematográficos de todo el mundo.
En 2003 inicia el Festival de Cine y Derechos Humanos de San Sebastián, que dirige también hasta 2010.

#### Director del Festival Internacional de Cine de San Sebastián
Desde mediados de los 90, Rebordinos ya formaba parte de los comités de dirección y de selección del Festival de San Sebastián, primero bajo la dirección de Diego Galán y después de Mikel Olaciregui. En 2010, Olaciregui manifiesta su intención de dar por finalizada su etapa como director del Festival por motivos personales. Tras debatir las posibles candidaturas, el consejo de administración del Festival ―formado por el Ayuntamiento de San Sebastián, la Diputación Foral de Guipúzcoa, el Gobierno Vasco y el Ministerio de Cultura― decide nombrar a Rebordinos nuevo director del certamen.
Rebordinos asume la dirección en enero de 2011, en un momento marcado por los recortes derivados de la crisis económica iniciada en 2008, que suponen una congelación o incluso reducción de los prespuestos aportados por las instituciones públicas. A ello hay que sumar el déficit estructural que ya arrastraba el Festival cuyo presupuesto, en torno a 7 millones de euros, era menos de la mitad del que manejaban festivales como el de Berlín o Venecia.
Para hacer frente a esta complicada situación Rebordinos crea un comité de dirección al que se incorpora como directora adjunta Lucía Olaciregui, su mano derecha en la Unidad de Cine que le acompaña en esta nueva etapa, y Amaia Elizondo, que ocupa el puesto de directora financiera. Este comité de dirección no sólo tendrá funciones artísticas sino que será también el responsable de debatir y definir las líneas estratégicas del Festival. El planteamiento inicial de Rebordinos es mantener una cierta continuidad, sin introducir cambios radicales pero evitando también caer en el continuismo.
Una de las primeras medidas adoptadas es la captación de fondos privados que complementen las aportaciones públicas institucionales. Rebordinos y su equipo inician una labor de captación de patrocinadores privados que recoge sus primeros resultados al año siguiente, cuando en 2012 el Festival firma por primera vez en su historia un convenio de colaboración con una empresa privada.
También se inicia un acercamiento a la industria del cine, enfocando el Festival «no como un mercado, pero sí como un lugar de encuentro con la industria. La latinoamericana con la española en general, la vasca en particular, y la europea.» Con ello se busca un equilibrio entre la calidad artística de los contenidos y la faceta económica del cine, ya que tal como manifiesta el nuevo director: «Es cierto que se habló de que el Festival se estaba escorando mucho hacia una línea muy dura, que muchos productores comentaron que se estaba dejando fuera al cine más industrial. Hay que recuperar la ilusión de todos esos sectores que tiene dudas. Me he reunido ya con algunos. Me interesa escuchar a todos, a los que les gusta el certamen, pero especialmente a los que no les gusta».
Ambos esfuerzos darán sus frutos unos años más tarde, con la consolidación de la política de patrocinios privados y el acercamiento a los productores de cine españoles, que unos años antes habían criticado al Festival por considerar que no prestaba suficiente atención al cine español.
En el plano institucional, Rebordinos encarga un estudio económico independiente para analizar y poner en valor el retorno de la inversión que supone el Festival para la ciudad en términos económicos, de creación de empleo y de generación de marca para la ciudad.
Superada la incertidumbre generada por la crisis y conseguida la necesaria estabilidad económica, desde una postura realista y ante la imposibilidad de competir en tamaño con otros festivales por razones presupuestarias, Rebordinos apuesta por un Festival más centrado en la calidad y con una identidad propia muy definida que lo diferencie de otros certámenes.

## Distinciones y premios
- En 2015 recibió la Medalla de Oro al Mérito en las Bellas Artes, concedida por el Ministerio de Cultura de España.[4]
- En 2016 recibió junto con su equipo el Premio Gehitu de Plata, concedido por la Asociación Gehitu.[23]
- En 2021 fue nombrado Caballero de la Orden de las Artes y de las Letras por el Ministerio de Cultura de Francia.[5]

## Libros publicados
- Un cineasta llamado Pedro Olea (Filmoteca Vasca, 1993). Angulo González, Jesús / Heredero, Carlos F. / Rebordinos Miramón, José Luis
- El cine de Imanol Uribe: entre el documental y la ficción (Filmoteca Vasca, 1994). Angulo González, Jesús / Heredero, Carlos F. / Rebordinos Miramón, José Luis
- En el umbral de la oscuridad: Javier Aguirresarobe (Filmoteca Vasca, 1995). Angulo González, Jesús / Heredero, Carlos F. / Rebordinos Miramón, José Luis
- El humor y la emoción: el cine y la televisión de Antonio Mercero (Filmoteca Vasca, 2001). Angulo González, Jesús / Plaza, Carlos. / Rebordinos Miramón, José Luis
- Elías Querejeta, la producción como discurso (Filmoteca Vasca, 2002). Angulo González, Jesús / Heredero, Carlos F. / Rebordinos Miramón, José Luis
- El cine de Enrique Urbizu (Filmoteca Vasca, 2003). Angulo González, Jesús / Heredero, Carlos F. / Rebordinos Miramón, José Luis
- Contra la certeza, el cine de Julio Medem (Filmoteca Vasca, 2005). Angulo González, Jesús / Rebordinos Miramón, José Luis
- Breve historia del cortometraje vasco (Filmoteca Vasca, 2007). Angulo González, Jesús / Rebordinos Miramón, José Luis / Santamarina, Antonio
- Secretos de la elocuencia: el cine de Montxo Armendariz (Eusko Ikaskuntza-Sociedad de Estudios Vascos, 2009). Angulo González, Jesús / Rebordinos Miramón, José Luis
- Antxon Eceiza, cine existencialismo y dialéctica (Filmoteca Vasca, 2010). Angulo, Jesús / Beloki, Maialen / Rebordinos, José Luis /  Santamarina, Antonio